# Chiesa di Santa Marta in Vaticano
La chiesa di Santa Marta in Vaticano era una chiesa della Città del Vaticano, oggi demolita, che si trovava nel lato ovest della piazza Santa Marta, dove oggi si trova il palazzo del Tribunale, a sud della chiesa di Santo Stefano degli Abissini. Era dedicata a santa Marta e la sua erede è la chiesa di Santa Maria Regina della Famiglia. Faceva parte di un complesso (anch'esso scomparso) che includeva un ospedale. 

## Storia
La chiesa originaria fu costruita nel 1537-1538, su ordine del papa Paolo III, come parrocchia (con un ospedale annesso) per i membri della "famiglia pontificia", che era composta dai domestici più vicini al pontefice. La loro santa titolare, Marta di Betania, è ritenuta tradizionalmente la santa patrona dei servitori. In seguito, l'edificio venne sottoposto a vari restauri all'inizio del diciassettesimo secolo, intrapresi da diversi papi: Sisto V, Clemente VIII, Paolo V e, infine, Urbano VIII. Sotto questo pontefice, l'allora maggiordomo del papa, Fausto Poli, ebbe un ruolo importante nella sua decorazione. L'edificio venne restaurato anche grazie a un'opera edilizia guidata da Giovanni Antonio de' Rossi e Carlo Fontana e che portò a una ricostruzione quasi completa.
Nel 1726, il papa Benedetto XIII cedette la chiesa all'Ordine dei Trinitari spagnoli, che si occupava già della chiesa di San Carlo alle Quattro Fontane, e sul posto venne fondato un monastero per servire la chiesa, che durò fino all'occupazione napoleonica di Roma. Quando il governo papale venne restaurato, la chiesa passò ai trinitari italiani. Dei nuovi lavori vennero effettuati nel 1852, su ordine di Luigi Poletti. Nel 1874, dopo l'unificazione dell'Italia (1870), l'amministrazione della chiesa passò al palazzo Vaticano. Un'ultima ristrutturazione avvenne nel 1886, dopo che Leone XIII l'aveva concessa al seminario vaticano.
Nel 1930, dopo il trattato lateranense, la chiesa fu demolita nell'ambito delle riforme per riorganizzare lo spazio del Vaticano a ovest e a sud-ovest della basilica di San Pietro. I lavori furono guidati da Giuseppe Momo (seppur non secondo il suo progetto originario) che si occupò anche della cappella del palazzo del Governatorato, la chiesa che fu l'erede di quella di Santa Marta e che ereditò alcune opere d'arte ed elementi architettonici della chiesa antica. Attualmente il nome della chiesa sopravvive in quello della piazza omonima e in quello della Casa Santa Marta (Domus Sanctae Martae in latino).

## Descrizione

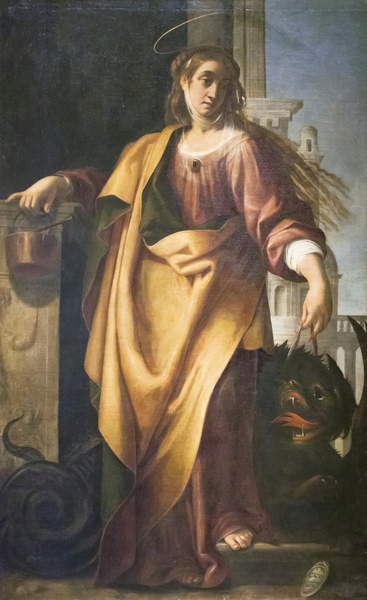
La Santa Marta di Giovanni Baglione, la pala d'altare della chiesa.

Secondo un'incisione di Giuseppe Vasi, del diciottesimo secolo, prima del 1852 la facciata era barocca ed era a due livelli. Dopo il restauro di Poletti, la facciata della chiesa assunse un aspetto che seguiva lo stile rinascimentale del sedicesimo secolo.
La chiesa era a un'unica navata, senza le navate laterali, con tre cappelle per ciascun lato, separate da dei pilastri che sostenevano la volta. Vi si trovava anche un presbiterio rettangolare con un arco trionfale. Le decorazioni in stucco della navata e delle cappelle erano dell'officina del Bernini, e probabilmente si dovevano ad Alessandro Algardi. Degli affreschi del Baciccio mostravano delle scene della vita di santa Marta. Sopra l'altare si trovavano degli affreschi di Girolamo Troppa e la volta della navata fu affrescata da Vespasiano Strada. Sull'altare maggiore si trovava un dipinto di santa Marta di Giovanni Baglione, sostituito da uno della sacra Famiglia di Giovanni Piancastelli nel diciannovesimo secolo.
Sull'altare della prima cappella di destra si trovava un dipinto di Girolamo Muziano che raffigurava san Girolamo, e in quella seguente vi era un'opera di Biagio Puccini. Secondo l'Armellini, doveva esserci una cappella fuori della cancellata della chiesa dedicata alla Madonna con san Carlo Borromeo. Accanto all'altare si trovava una cappella dedicata ai santi Giacomo e Antonio abate, decorata con delle pitture del Lanfranco, come pure la cappella seguente che era dedicata a sant'Orsola. L'ultima cappella del lato sinistro, all'uscita, era dedicata al Crocifisso e vi era conservato un crocifisso di Alessandro Algardi.